# 1069-es busz
Az 1069-es jelzésű autóbuszvonal távolsági autóbuszjárat Budapest és Tiszafüred között, melyet a MÁV Személyszállítási Zrt. lát el.

## Közlekedése
Naponta egy járat szállítja az utasokat Tiszafüred felé.
A járat menetideje 3 óra 50 perc, útvonalának hossza 187,4 km.

## Megállóhelyei
| 0  | Budapest, Stadion autóbusz-pályaudvar végállomás | 1, 1A 73, 75, 77, 80 95, 130, 195 396, 397, 398, 399, 400, 402, 410, 412, 414, 422, 424, 430, 432, 434, 435, 436, 437, 438, 439, 440, 441, 442, 485, 486 1020, 1021, 1024, 1031, 1034, 1037, 1039, 1040, 1044, 1045, 1046, 1049, 1050, 1051, 1052, 1053, 1054, 1060, 1063, 1066, 1067, 1068, 1070, 1075, 1076, 1077, 1078                        | Stadion autóbusz-pályaudvar Puskás Ferenc Stadion , Papp László Budapest Sportaréna |
| 1  | Budapest, Kacsóh Pongrác út                      | 1, 1A, 3, 69 74, 81, 82 25, 32, 225 396, 397, 398, 399, 402, 412, 414, 422, 424, 432, 434, 435, 436, 437, 438, 439, 442 1020, 1021, 1024, 1031, 1034, 1037, 1039, 1040, 1044, 1045, 1046, 1049, 1050, 1051, 1052, 1053, 1054, 1063, 1066, 1067, 1068, 1076                                                                                       | Mexikói út BVSC uszoda                                                              |
| 2  | Budapest, Szerencs utca                          | 96, 225, 296, 296A 396, 397, 398, 399, 402, 412, 414, 422, 424, 432, 434, 435, 436, 437, 438, 439, 442 1020, 1021, 1024, 1031, 1034, 1037, 1039, 1040, 1044, 1045, 1046, 1049, 1051, 1052, 1053, 1054, 1063, 1066, 1067, 1068, 1076 |                                                                                     |
| 3  | Gyöngyös, autóbusz-állomás                       | 1A 1040, 1044, 1045, 1046, 1049, 1050, 1054, 1066, 1068, 1301, 1305, 1308, 1348, 1427, 1469, 1515 3445, 3448, 3457, 3471, 3492, 3604, 3612, 3650, 3651, 3652, 3655, 3656, 3660, 3661, 3662, 3663, 3664, 3665, 3666, 3670, 3671, 3673, 3675, 3676, 3677, 3678, 3679, 3680, 3681, 3685, 3688, 3691, 3693, 3694, 3696, 3697, 3698, 3699, 4602, 4653 |                                                                                     |
| 4  | Karácsond, községháza                            | 1066, 1068 3666, 3685 |                                                                                     |
| 5  | Karácsond, Vasút utca 6.                         | 1066, 1068 3666, 3685 |                                                                                     |
| 6  | Nagyfüged, autóbusz-váróterem                    | 1066, 1068 3665, 3666, 3695 |                                                                                     |
| 7  | Tarnazsadány, faluszéle                          | 1066, 1068 3665, 3666, 3685, 3695 |                                                                                     |
| 8  | Tarnaméra, iskola                                | 1066, 1068 3665, 3666, 3667, 3670, 3695 |                                                                                     |
| 9  | Boconád, községháza                              | 1066, 1068 3444, 3665, 3666, 3667, 3670, 3695 |                                                                                     |
| 10 | Heves, Hősök tere                                | 1066, 1067, 1068, 1376, 1443, 1466, 1517 3424, 3434, 3441, 3442, 3443, 3444, 3550, 3560, 3561, 3562, 3665, 3666, 3670, 3689, 3695 |                                                                                     |
| 11 | Heves, autóbusz-állomás                          | 1066, 1067, 1068, 1075, 1362, 1376, 1443, 1466, 1517 3424, 3434, 3441, 3442, 3443, 3444, 3550, 3560, 3561, 3562, 3665, 3666, 3669, 3670, 3689, 3695 |                                                                                     |
| 12 | Heves, Hősök tere                                | 1066, 1067, 1068, 1362, 1376, 1443, 1466, 1517 3424, 3434, 3441, 3442, 3443, 3444, 3550, 3560, 3561, 3562, 3665, 3666, 3670, 3689, 3695 |                                                                                     |
| 13 | Átány, autóbusz-váróterem                        | 1066, 1068, 1075, 1443 3434, 3441, 3442, 3443, 3550, 3561, 3562 |                                                                                     |
| 14 | Átány, Alvégesi temető                           | 1066, 1068 3434, 3561, 3562 |                                                                                     |
| 15 | Kömlő, italbolt                                  | 1066, 1068, 1075, 1346, 1443 3430, 3431, 3433, 3434, 3436, 3561, 3562 |                                                                                     |
| 16 | Kömlő, Egri út 132.                              | 1066, 1068 3431, 3433, 3436, 3561, 3562 |                                                                                     |
| 17 | Tiszanána, Ballók-tó                             | 1066, 1068, 1346, 1443 3431, 3433, 3436, 3561, 3562 |                                                                                     |
| 18 | Tiszanána, Fő tér                                | 1066, 1068, 1075, 1346, 1443 3431, 3433, 3436, 3561, 3562 |                                                                                     |
| 19 | Kisköre, Kossuth Lajos utca 50.                  | 1066 3433, 3436, 3561 |                                                                                     |
| 20 | Kisköre, Szent István park                       | 1066, 1075, 1346, 1443 3433, 3436, 3561 |                                                                                     |
| 21 | Pusztataskony, szociális otthon                  | 1066, 1075, 1346, 1443 3561, 4613, 4760 |                                                                                     |
| 22 | Abádszalók, vasbolt                              | 1075, 1516 3561, 4609, 4613, 4730, 4760 |                                                                                     |
| 23 | Abádszalók, autóbusz-állomás                     | 1066, 1075, 1346, 1443, 1516 3561, 4609, 4613, 4730, 4731, 4760 |                                                                                     |
| 24 | Abádszalók, Füredi út 87.                        | 1075, 1516 3561, 4609, 4613, 4730, 4760 |                                                                                     |
| 25 | Tiszaderzs, vízmű                                | 1075 3561, 4613, 4730, 4760 |                                                                                     |
| 26 | Tiszaderzs, községháza                           | 1075, 1516 3561, 4609, 4613, 4730, 4757, 4760 |                                                                                     |
| 27 | Tiszaszőlős, autóbusz-váróterem                  | 1075, 1516 3561, 4609, 4613, 4701, 4757, 4760 |                                                                                     |
| 28 | Tiszafüred, szövetkezeti bolt                    | 1075 3561, 4613, 4701, 4757, 4760 |                                                                                     |
| 29 | Tiszafüred, posta                                | 1075, 1516 3561, 4609, 4613, 4701, 4757, 4760 |                                                                                     |
| 30 | Tiszafüred, autóbusz-állomás végállomás          | 1 1068, 1075, 1301, 1343, 1344, 1375, 1377, 1447, 1448, 1468, 1516 3431, 3561, 3562, 4487, 4608, 4609, 4613, 4614, 4701, 4702, 4753, 4755, 4757, 4760 személyvonat | Tiszafüred vasútállomás                                                             |